# Fiord Baumann
El fiord Baumann és un cos d'aigua que es troba al sud-oest de l'illa d'Ellesmere, a la regió de Qikiqtaaluk de Nunavut, a l'Arxipèlag Àrtic Canadenc. A l'oest s'obre a la badia Norwegian. L'illa Hoved es troba al fiord.